# Santo Estêvão (Benavente)
Santo Estêvão es una freguesia portuguesa del concelho de Benavente, con 62,42 km² de superficie y 1.381 habitantes (2001). Su densidad de población es de 22,1 hab/km².